# Pekariv, Sosnîțea
Pekariv (în ucraineană Пекарів) este localitatea de reședință a comunei Pekariv din raionul Sosnîțea, regiunea Cernihiv, Ucraina.

## Demografie
Componența lingvistică a localității Pekariv
     Ucraineană (99,52%)
     Alte limbi (0,48%)
Conform recensământului din 2001, majoritatea populației localității Pekariv era vorbitoare de ucraineană (99,52%), existând în minoritate și vorbitori de alte limbi.